# Cosworth DFV

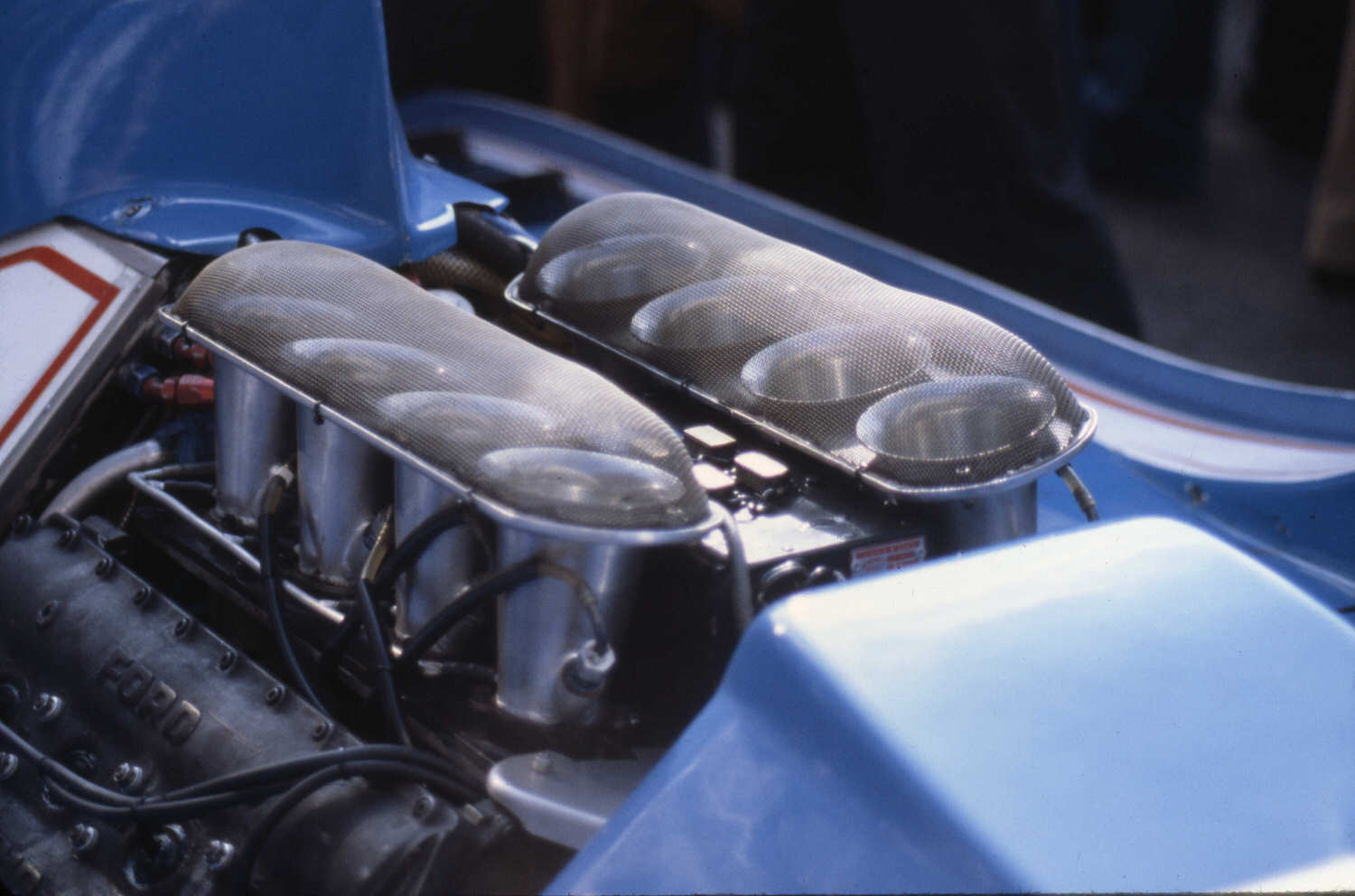
Silnik w Ligierze JS11

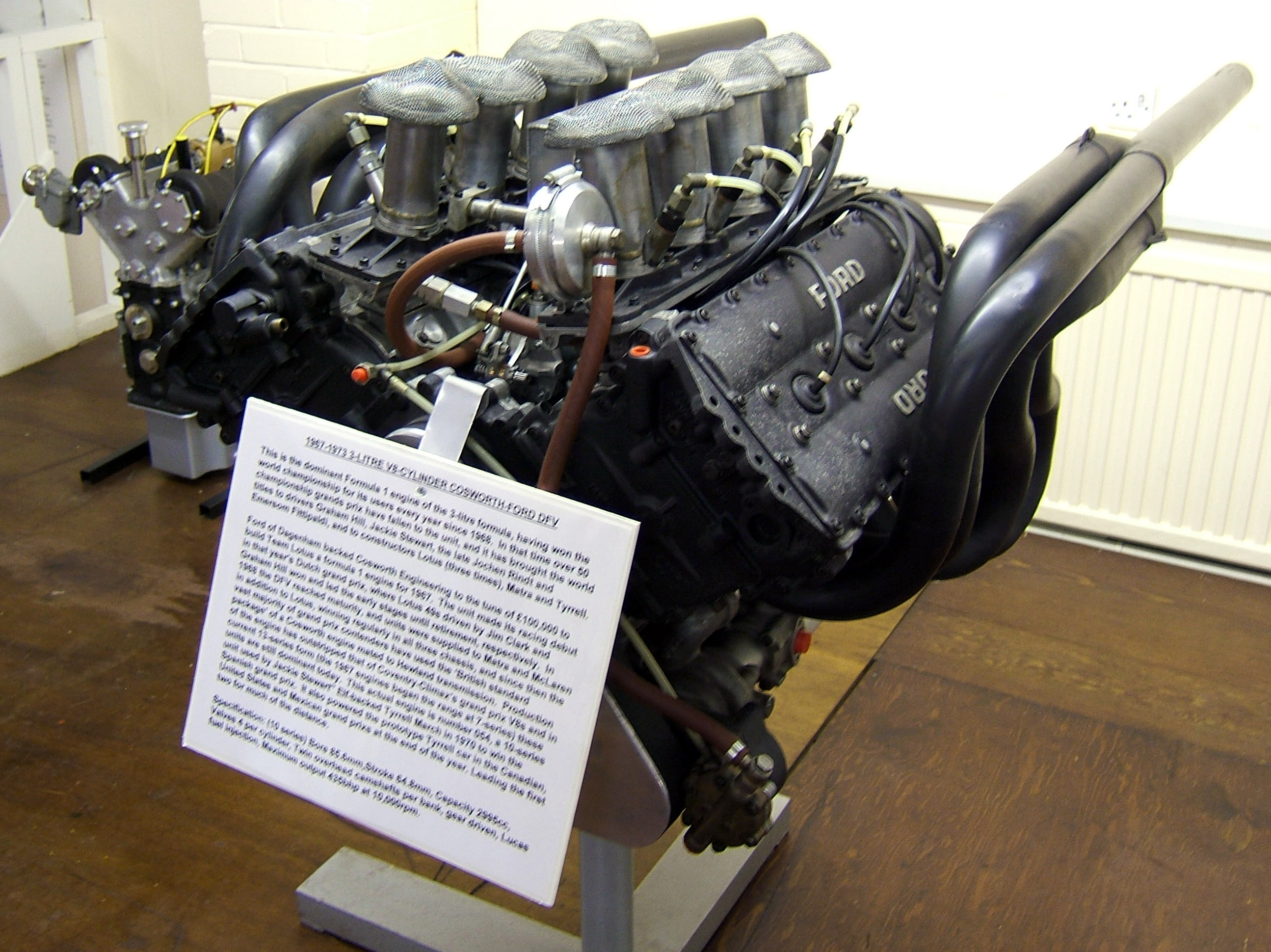
Silnik w muzeum na torze Donington Park

Cosworth DFV – silnik spalinowy produkowany przez firmę Cosworth dla pojazdów wyścigowych Formuły 1, 24h Le Mans i Formuły 3000. Kierowcy jadący pojazdami z tym silnikiem wygrywali 12-krotnie klasyfikację F1, a konstruktorzy korzystający z niego byli najlepsi w dziesięciu sezonach.

## Historia
Silnik powstał dzięki dotacji Forda w wysokości 100000 USD dla Keitha Duckwortha i Mike Costina, którzy założyli firmę Cosworth.

## Wyniki
Bolidy z tym silnikiem wygrały 155 z 262 wyścigów Formuły 1, w których uczestniczyły.

### Zwycięstwa w klasyfikacjach kierowców Formuły 1
- 1968 Graham Hill (Team Lotus),
- 1969 Jackie Stewart (Matra),
- 1970 Jochen Rindt (Team Lotus),
- 1971 Jackie Stewart (Tyrrell),
- 1972 Emerson Fittipaldi (Team Lotus),
- 1973 Jackie Stewart (Tyrrell),
- 1974 Emerson Fittipaldi (McLaren),
- 1976 James Hunt (McLaren),
- 1978 Mario Andretti (Team Lotus),
- 1980 Alan Jones (Williams),
- 1981 Nelson Piquet (Brabham),
- 1982 Keke Rosberg (Williams)

### Zwycięstwa w klasyfikacji konstruktorów Formuły 1
- 1968 Lotus,
- 1969 Matra,
- 1970 Lotus,
- 1971 Tyrrell,
- 1972 Lotus,
- 1973 Lotus,
- 1974 McLaren,
- 1978 Lotus,
- 1980 Williams,
- 1981 Williams

### Zwycięstwa24h Le Mans
- 1975 Jacky Ickx/Derek Bell (Mirage),
- 1980 Jean Rondeau/Jean-Pierre Jaussaud (Rondeau)

### Zwycięstwa wFormule 3000
- 1985 Christian Danner (March Engineering)
- 1986 Ivan Capelli (March Engineering)
- 1987 Stefano Modena (March Engineering)
- 1988 Roberto Moreno (Reynard)
- 1989 Jean Alesi (Reynard)
- 1992 Luca Badoer (Reynard)